# یواس‌اس سیدراگون (اس‌اس‌ان-۵۸۴)
یواس‌اس سیدراگون (اس‌اس‌ان-۵۸۴) (به انگلیسی: USS Seadragon (SSN-584)) یک زیردریایی بود که طول آن ۲۶۸ فوت (۸۲ متر) بود. این زیردریایی در سال ۱۹۵۸ ساخته شد.